# Steffen Larsen
Steffen Larsen, né le 5 décembre 1983 à Kolding (Danemark), est un homme politique danois, membre de l'Alliance libérale.

## Biographie
Steffen Larsen est électricien de profession.
Engagé au sein de l'Alliance libérale, il rejoint les instances de direction du parti en 2013. Il est élu député au Folketing lors des élections législatives du 1er novembre 2022 dans la circonscription de la banlieue de Copenhague. Après le scrutin, il devient le porte-parole de son groupe parlementaire pour l'immigration, l'intégration et la justice. Il prend également la présidence de la commission judiciaire du Folketing.
En février 2025, il est investi candidat de son parti aux prochaines élections législatives dans le Jutland du Sud, sa région natale, changeant donc de circonscription par rapport au scruti de 2022.